# 민상대
민상대 (Sangdae Min, 1978년 12월 26일 ~)는 대한민국의 기업인으로, ㈜이에스기술연구소 및 ㈜이에스식품원료의 대표이사이다. 또한 대한궁도협회 경기 안양정 소속 선수로 활동하고 있다.

## 생애
민상대는 1978년 12월 26일(음력) 대전광역시 유성구에서 태어났다.
- 2008년 10월 1일: ES 창업.
- 2011년: ㈜이에스기술연구소 법인 설립. 향료, 천연색소, 농축액, 식품첨가물, 기능성 원료 제조 및 전자상거래 기업으로 시작.
- 2016년: ㈜이에스식품원료 법인 설립. 식품원료 공급 사업에서 전자상거래 및 마케팅 전문 법인 추가 설립.

## 학력
- 국민대학교 글로벌창업벤처대학원 플랫폼 창업가 최고위과정 수료.

## 경력
- 2011년 ~ 현재: ㈜이에스기술연구소 대표이사.
- 2016년 ~ 현재: ㈜이에스식품원료 대표이사.
- 2018년 6월 ~ : 네이버 지식iN 창업성장전문가.
- 대한궁도협회 경기 안양정 소속 선수 및 공인 심판 3급.[1]

## 수상 내역
- 2024년: 노란우산 홍보모델선발대회 금상.[2]
- 2021년: 중소기업 혁신 유공 중소벤처기업부 장관표창.
- 2018년: 연성대학교 총장 감사패.
- 2016년: 제28회 한국신지식인협회 신지식인 선정.
- 2013년: 청년기업인상 매경미디어그룹 회장상.
- 2012년: 뉴스메이커 한국을 이끄는 혁신리더 선정.
- 2011년: 경인식약청장상.

## 소속
- ㈜이에스기술연구소 (대표이사)
- ㈜이에스식품원료 (대표이사)
- 대한궁도협회 경기 안양정 (선수 및 공인 심판 3급)

## 활동
- 2025년: 노란우산공제 광고 모델
- 2018년: 스마트스토어 온라인 비즈니스 코칭

## 관련 사이트
- ES식품원료 공식 홈페이지
- 회사 블로그

1. ↑  관련 보도자료
2. ↑  관련 기사